# Ernst Eberstein
Ernst Otto Wilhelm Eberstein (* 18. August 1886 in Oppeln, Provinz Schlesien; † 15. September 1966 in Hohen-Neuendorf bei Oranienburg) war deutscher Offizier im Ersten und Zweiten Weltkrieg und Gründungsdirektor des Chemnitzer Flughafens.

## Leben
1906 wurde Ernst Eberstein als Fahnenjunker im Füsilier-Regiment von Steinmetz eingezogen, 1907 wurde er Fähnrich der Infanterie. Mit Beginn des Ersten Weltkriegs wechselte er zu den Luftstreitkräften und diente in unterschiedlichen Feld-Flieger-Abteilungen. Nach erfolgreicher Flugzeugführerausbildung war er zunächst fliegender Beobachter an der West- und Ostfront. In den ersten Kriegsjahren erhielt er das Eiserne Kreuz II. und I. Klasse. Besonders für seinen Einsatz bei der Schlacht von Tannenberg wurde er hoch dekoriert. Im August 1914 entdeckte er bei einem Beobachtungsflug den Rückzug des Feindes, wodurch er den erneuten Angriff des I. Armee-Korps auslösen konnte. Mit dreißig Jahren wurde Eberstein Kommandeur der Fliegerbeobachterschule FBS Schwerin-Görries.
Nach dem Krieg blieb er bis März 1920 beim Freikorps „Schlesien“ im Grenzschutz Oberschlesien.
Ab März 1925 war er Geschäftsführer der neu gegründeten Chemnitzer-Flughafen-Gesellschaft, die eigens zum Aufbau eines Chemnitzer Flughafens in Chemnitz-Helbersdorf gegründet worden war, und als Direktor des künftigen Flughafens vorgesehen. Gleichzeitig war Eberstein Vorsitzender des Chemnitzer Vereins für Luftfahrt und Flugwesen, wodurch er u. a. den Geschwindigkeitswettbewerb Sachsen-Rundflug verantwortlich ausrichtete. 1930 hielt er zur Landung des Luftschiffes Graf Zeppelin auf dem Chemnitzer Flughafen eine Rede.
1932 trat er dem Stahlhelm, Bund der Frontsoldaten bei. Ab 1935 war er bis zu seiner erneuten Einberufung 1940 zur deutschen Luftwaffe als Vertreter für Präzisionswerkzeuge tätig. Kurz nach seiner Einberufung wurde er zum Major befördert. Während des Zweiten Weltkriegs war er Fliegerhorst-Kommandeur in Jena und Weimar-Nora.
Nach Kriegsende lebte er erst in Chemnitz und siedelte nach Augsburg über, um wieder als Vertreter von Präzisionswerkzeuge zu arbeiten.
Er war der Onkel der Fliegerin Melitta Schiller, später Gräfin von Stauffenberg. Ihm wird durch den engen Kontakt zur Familie Schiller und seinen fliegerischen Erfahrungen ein großer Anteil am späteren Werdegang von Melitta zugeschrieben. Seit 1922 war er verheiratet.
Im Deutschen Technikmuseum Berlin ist er mit einem Lebenslauf in der Ausstellung zur Luftfahrttechnik vertreten und sein Nachlass archiviert.

## Auszeichnungen (Auswahl)
- 1917: Eisernes Kreuz I. Klasse[6]
- 1918: Ritterkreuz des Königlichen Hausordens von Hohenzollern mit Schwertern
- 1918: Großherzoglich Mecklenburg-Schwerinsches Militär-Verdienstkreuz II. Klasse
- 1944: Kriegsverdienstkreuz I. Klasse mit Schwertern